# 达米安·马丁
达米安·马丁（英語：Damian Martin，1984年9月5日—），澳大利亚男子篮球运动员。他曾代表澳大利亚参加2018年英联邦运动会篮球比赛，获得一枚金牌。他也曾参加2016年夏季奥林匹克运动会。